# Berdorf
Berdorf (luxemburgisch Bäerdrefⓘ) ist eine Gemeinde im Großherzogtum Luxemburg und gehört zum Kanton Echternach.

## Zusammensetzung der Gemeinde
Die Gemeinde Berdorf besteht aus den Ortschaften:
- Berdorf
- Bollendorferbrück
- Grundhof
- Kalkesbach
- Weilerbach

## Geschichte
Zahlreiche archäologische Spuren zeigen, dass das Berdorfer Plateau seit jeher besiedelt ist. Die Geschichte der Stadt Berdorf beginnt mit einer römischen "Villa Rustica" aus dem 2. oder 3. Jahrhundert nach Christus.
Auf diese Zeit des relativen Wohlstands folgt ab dem 5. Jahrhundert eine wenig dokumentierte Zeit. Es ist bekannt, dass Berdorf in den Zuständigkeitsbereich von Consdorf und in die Amtszeit von Beaufort fällt. Sein Wohlstand scheint im Vergleich zu den Nachbarorten beträchtlich. Die Bevölkerung wächst bis zum Dreißigjährigen Krieg. Danach entstehen die ersten Konturen des heutigen Dorfes. Nach der Regierungszeit Ludwigs XIV. bringt die österreichische Ära in Berdorf im 18. Jahrhundert eine relative Ruhe, deren Wohlstand sich weiter entwickelt.
Ende des 18. Jahrhunderts entging Berdorf der Französischen Revolution und ihrer Steuerreform nicht. Gleichwohl wurden neue Häuser gebaut und verschiedene Geschäfte eröffnet.
Nach dem Wiener Kongress von 1815 führte die Neuordnung der Grenzen dazu, dass die auf der Luxemburger Seite der Sauer gelegenen Gebiete der Gemeinde Bollendorf mit den Orten Bollendorf-Pont und Weilerbach Teil der Gemeinde Berdorf werden. Die neue Stadt hatte Mitte des 19. Jahrhunderts tausend Einwohner. Der Bau einer Eisenbahnlinie am Rande der Sauer brachte der Gemeinde etwas Wohlstand. Die natürlichen Attraktionen von Consdorf, Waldbillig und Beaufort zogen Touristen an.

## Sehenswürdigkeiten
- Hohllay („hohler Felsen“) im Aesbachtal

## Persönlichkeiten
- Nicolas Petit (1876–1953), Architekt
- Alphonse Nickels (1881–1944), Diplomat

## Bilder

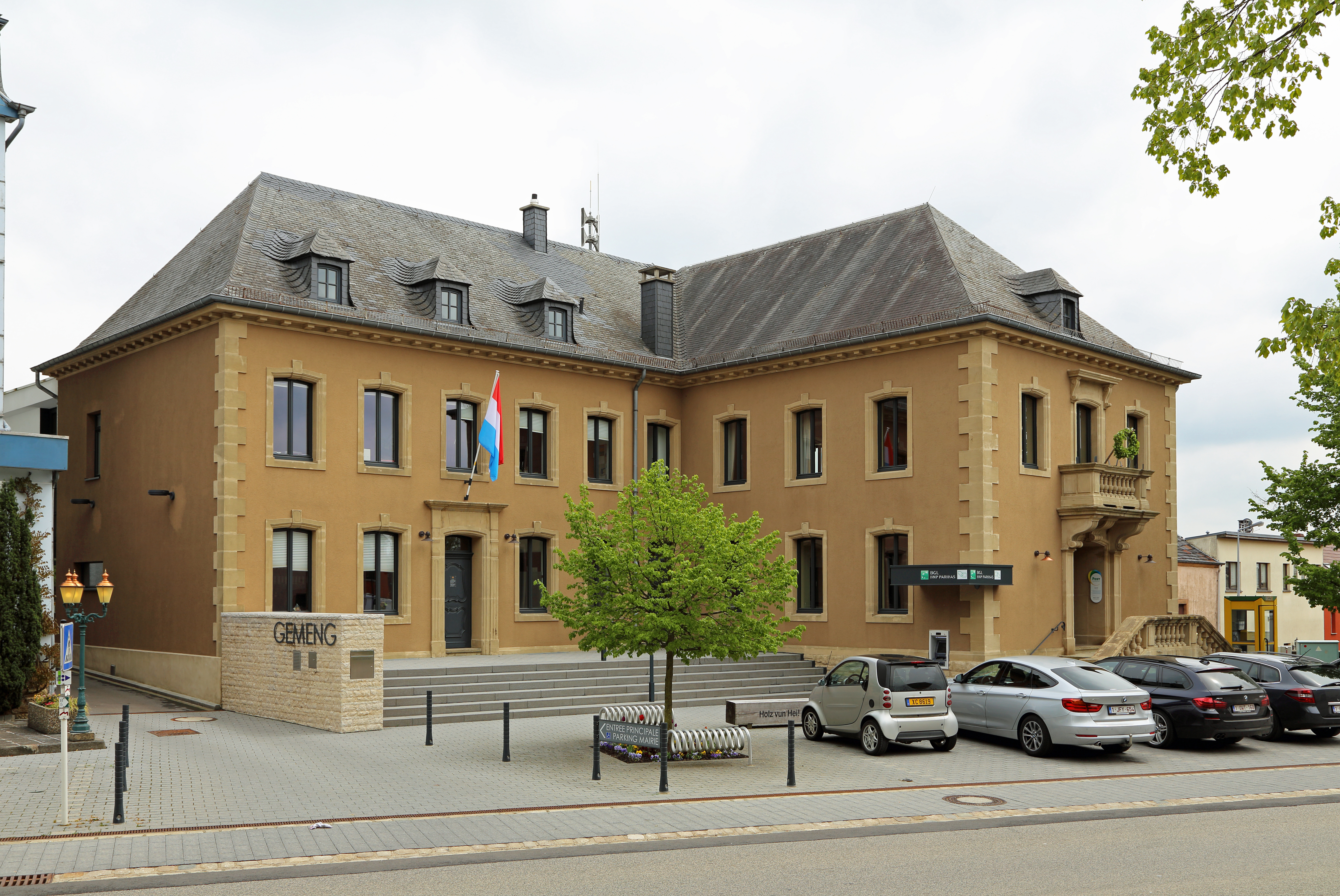
Rathaus von Berdorf
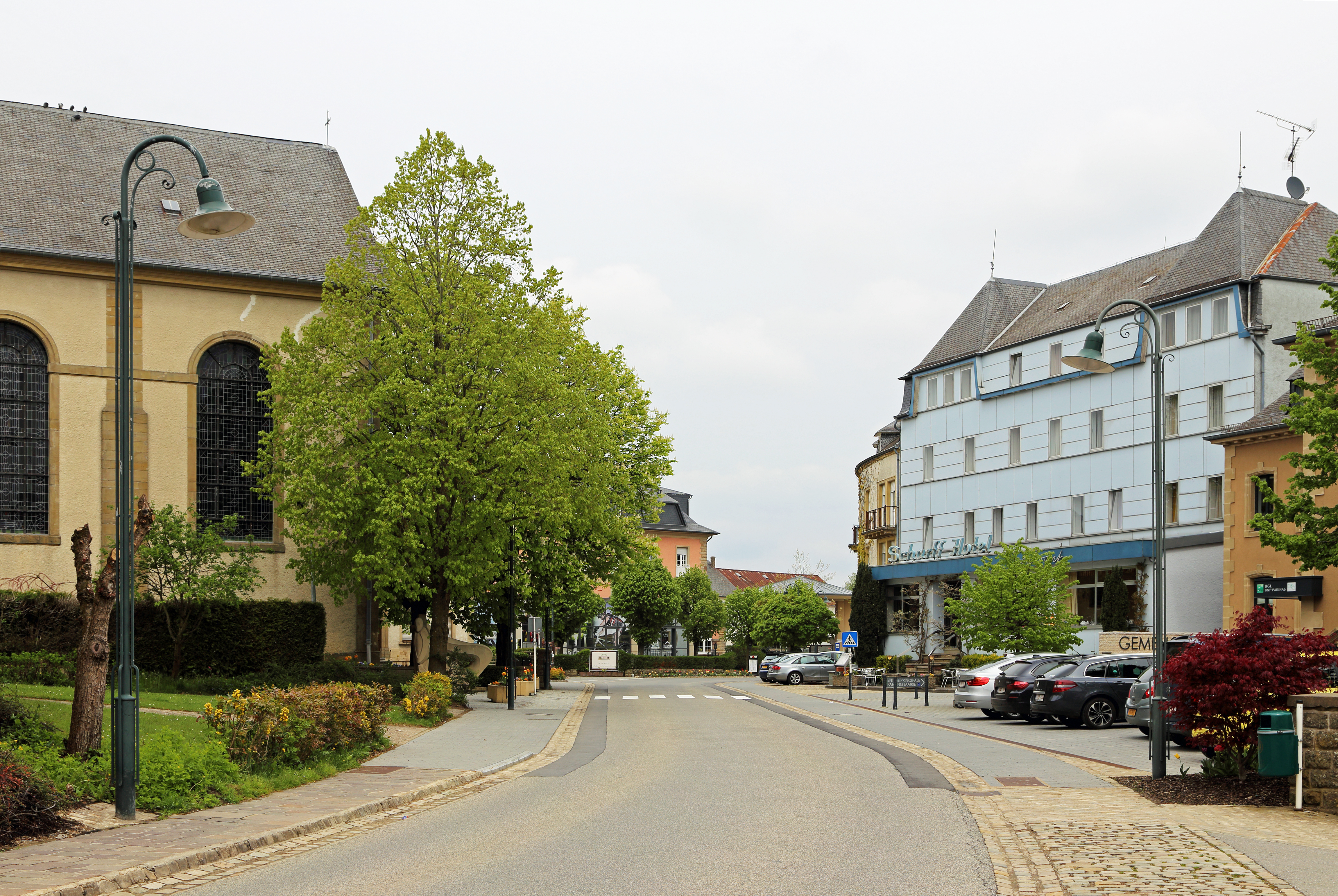
Dorfsmitte
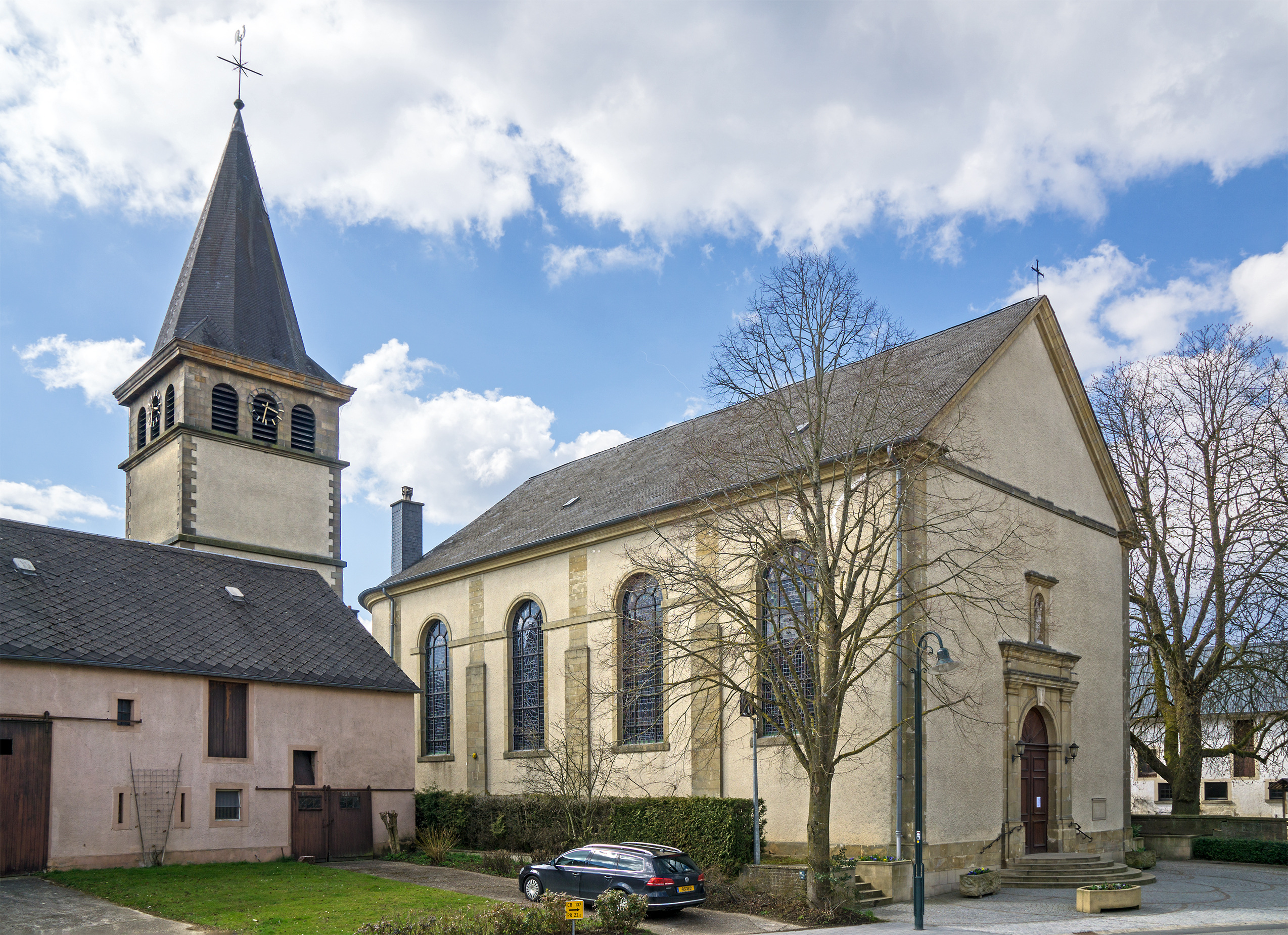
Saint-Jeankirche
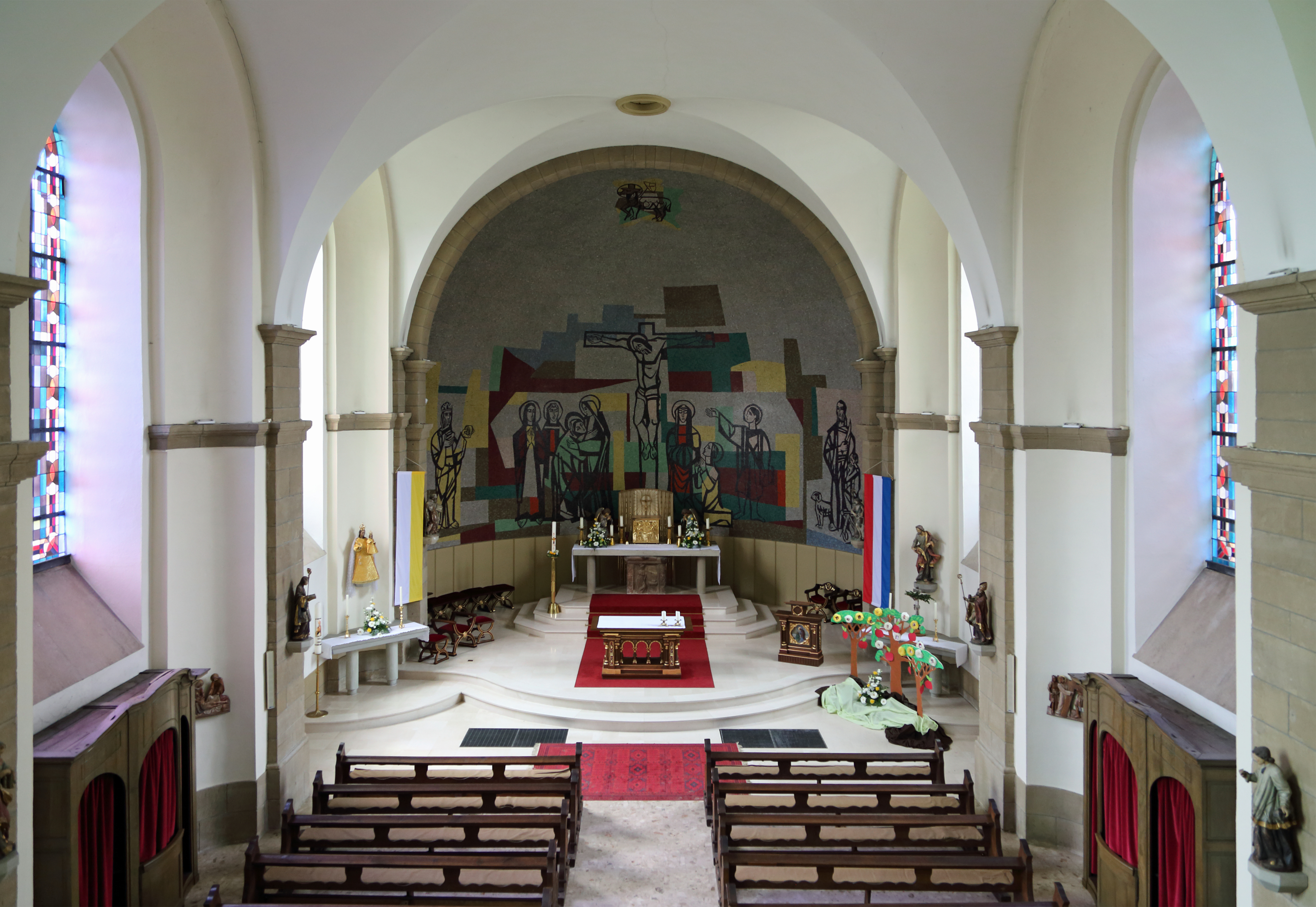
Innenseite der Saint-Jeankirche
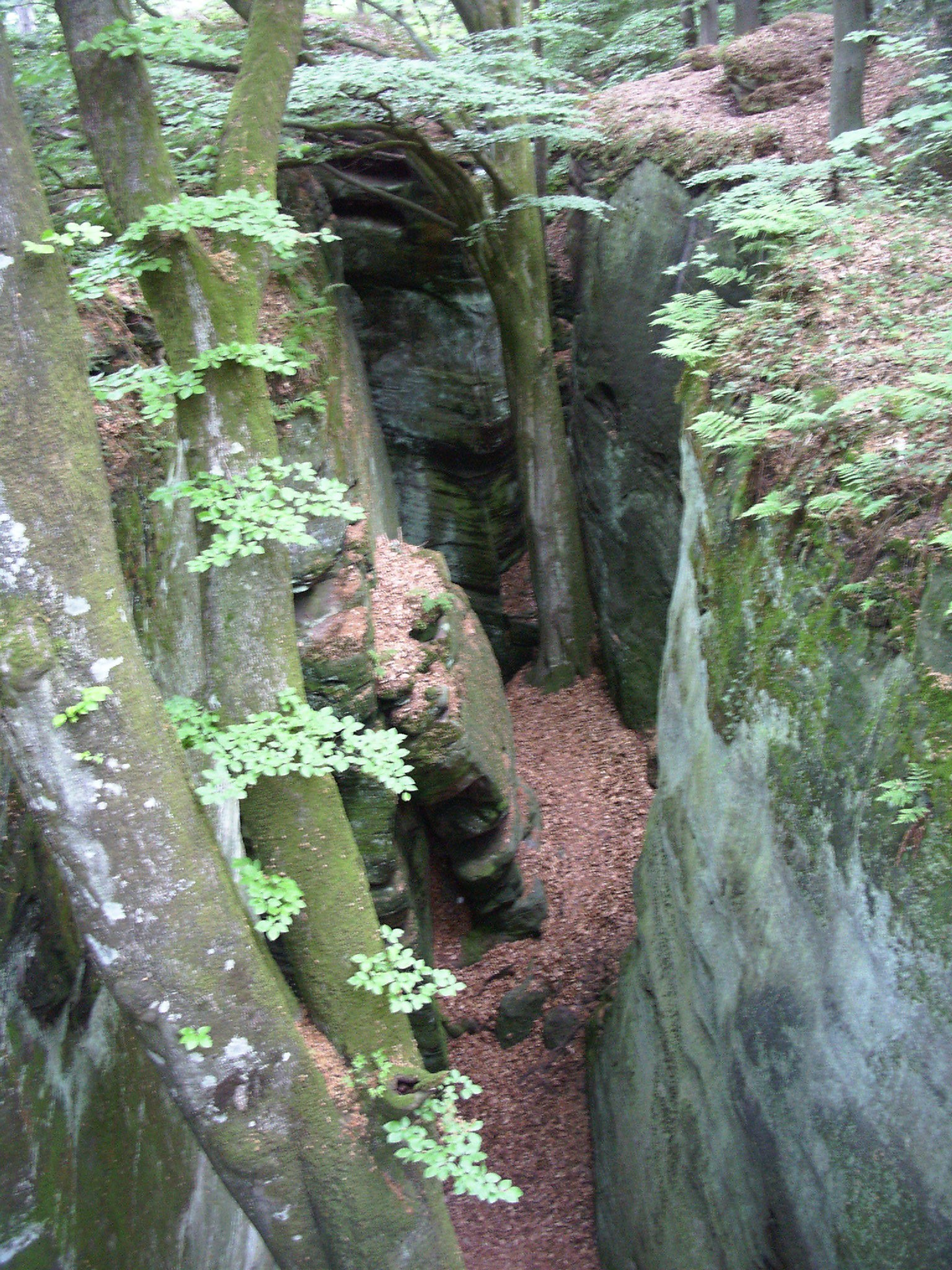
Im Wald bei Berdorf
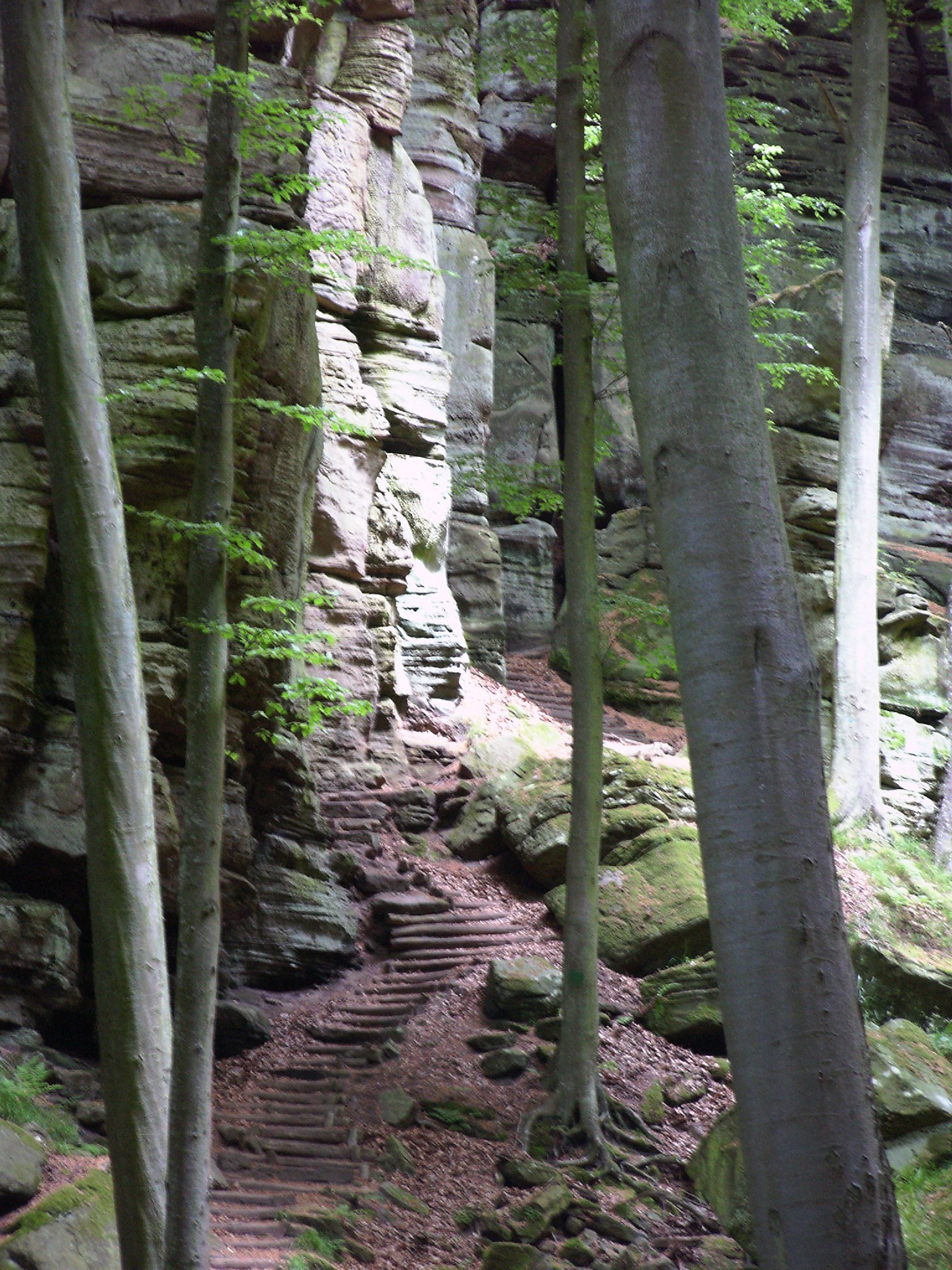
Im Wald bei Berdorf
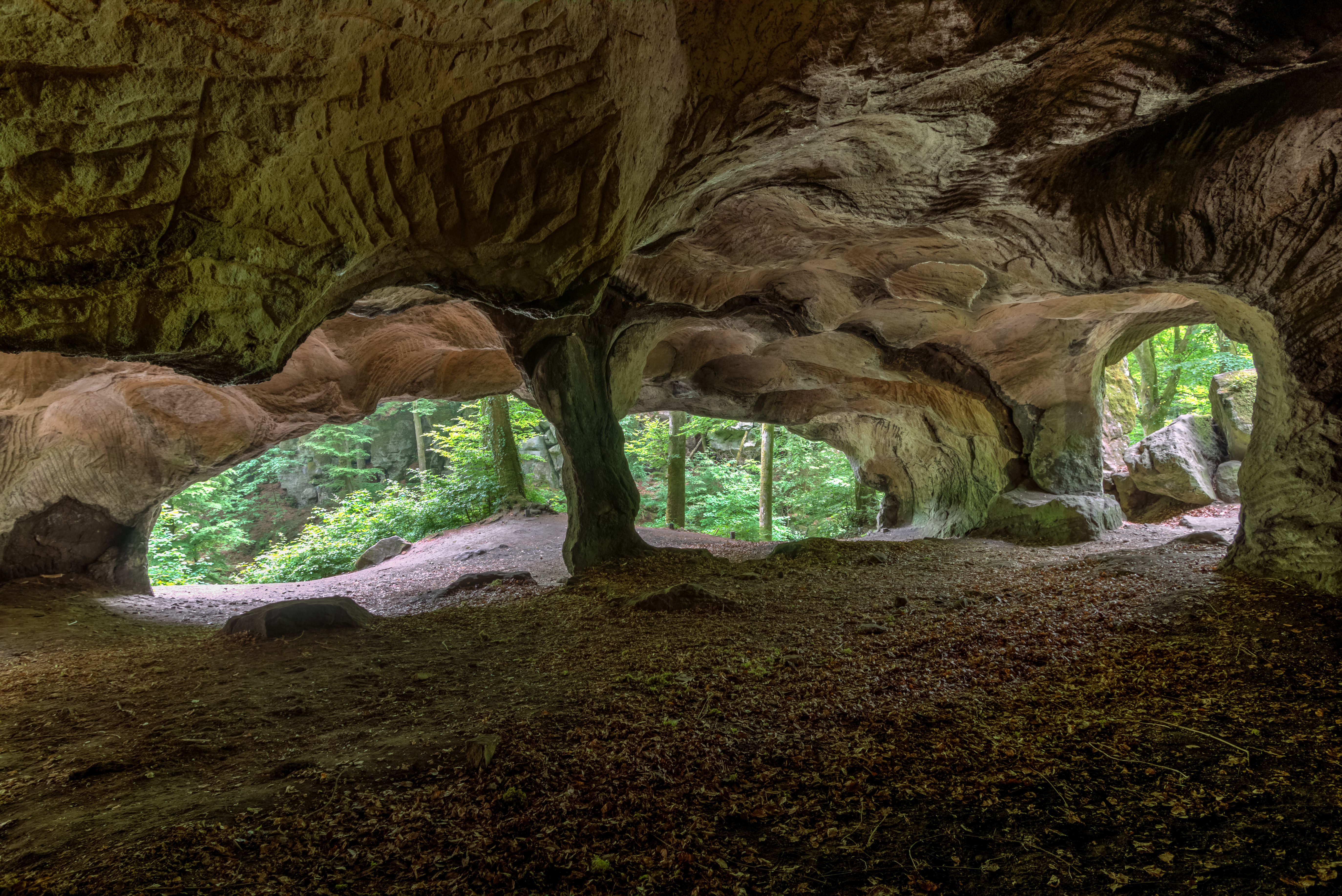
Hohllay („hohler Felsen“) im Aesbachtal